# Blooming Valley
Blooming Valley é um distrito localizado no estado norte-americano de Pensilvânia, no Condado de Crawford.

## Demografia
Segundo o censo norte-americano de 2000, a sua população era de 378 habitantes. 
Em 2006, foi estimada uma população de 452, um aumento de 74 (19.6%).

## Geografia
De acordo com o United States Census Bureau tem uma área de 
5,1 km², dos quais 5,0 km² cobertos por terra e 0,1 km² cobertos por água. Blooming Valley localiza-se a aproximadamente 418 m acima do nível do mar.

## Localidades na vizinhança
O diagrama seguinte representa as localidades num raio de 12 km ao redor de Blooming Valley. 